# Стритман (Тексас)
Стритман (енгл. Streetman) град је у америчкој савезној држави Тексас. По попису становништва из 2010. у њему је живело 247 становника.

## Демографија
Према попису становништва из 2010. у граду је живело 247 становника, што је 44 (21,7%) становника више него 2000. године.
| Група             | 2000.       | 2010.       |
| Белци             | 164 (80,8%) | 190 (76,9%) |
| Афроамериканци    | 30 (14,8%)  | 34 (13,8%)  |
| Азијати           | 0 (0,0%)    | 6 (2,4%)    |
| Хиспаноамериканци | 9 (4,4%)    | 14 (5,7%)   |
| Укупно            | 203         | 247         |